# 日比谷潤子
日比谷 潤子（ひびや じゅんこ、1957年10月22日 - ）は、日本の言語学者。学校法人聖心女子学院常務理事、日本学術会議副会長、学校法人トヨタ学園評議員。前国際基督教大学学長。元文部科学省日本ユネスコ国内委員会副会長。
東京都出身。1976年聖心女子学院高等科卒業、1980年上智大学外国語学部フランス語学科卒業、1982年同大学院外国語学研究科言語学博士前期課程修了、1988年ペンシルベニア大学大学院アーツ・サイエンス研究科言語学博士。1987年慶應義塾大学国際センター専任講師、1992年助教授、2002年国際基督教大学準教授、2004年教授、2012年から2020年まで学長。2020年2月文部科学省日本ユネスコ国内委員会副会長。2020年3月国際基督教大学退職。2020年4月より学校法人聖心女子学院常務理事。2023年10月より日本学術会議副会長。日本学術会議会員、トヨタ学園評議員等も歴任。

## 共編著
- 『外国人のための日本語例文・問題シリーズ 談話の構造』日向茂男共著 荒竹出版、1988
- 『外国人のための日本語例文・問題シリーズ 擬音語・擬態語』日向茂男共著 荒竹出版、1989
- 『社会言語学概論 日本語と英語の例で学ぶ社会言語学』中尾俊夫、服部範子共著 くろしお出版、1997
- 『英語言語学の第一歩』影山太郎,ブレント・デ・シェン共著 くろしお出版、2003
- 『多言語社会と外国人の学習支援』平高史也共編著 慶應義塾大学出版会、2005
- 『日本語教育の過去・現在・未来 第5巻 文法』小林ミナ共編 凡人社、2009
- 『はじめて学ぶ社会言語学 ことばのバリエーションを考える14章』編著 ミネルヴァ書房、2012

## 参考
- 影山太郎・ブレント・デ・シェン・日比谷潤子共著 『First Steps in English Linguistics　英語言語学の第一歩』（くろしお出版 2003年4月） ISBN 978-4-87424-277-3
- 学長プロフィール｜国際基督教大学